# 몬테디프로치다
몬테디프로치다(이탈리아어: Monte di Procida)는 이탈리아 캄파니아주 나폴리현에 위치한 코무네다. 나폴리로부터 서쪽 15km 거리에 있으며 프로치다를 향하고 있다.